# Incentro

Incentro, representado pelo ponto I. Em azul claro a circunferência inscrita.

Em um triângulo, o incentro (símbolo I) é o ponto em que as suas três bissetrizes se cruzam, e fica à mesma distância de todos os seus lados. Uma circunferência inscrita, ou seja, interior ao triângulo e tangenciando os seus três lados, tem como ponto central o incentro.
Juntamente com o centroide, cincuncentro e ortocentro, é um dos quatro centros de triângulos conhecidos pelos gregos antigos, e o único que não está localizado em geral sobre a reta de Euler. É o primeiro centro listado, X(1), na Encyclopedia of Triangle Centers de Clark Kimberling, e o elemento neutro do grupo multiplicativo dos centros de triângulos.

As retas vermelhas representam as bissetrizes dos ângulos.